# The Petal on the Current
The Petal on the Current è un film muto del 1919 diretto da Tod Browning.

## Produzione
Il film fu prodotto dall'Universal Film Manufacturing Company. Venne girato in California, a San Francisco.

## Distribuzione
Distribuito dall'Universal Film Manufacturing Company (A Universal Special Attraction), il film uscì nelle sale cinematografiche statunitensi il 3 agosto 1919 con il titolo originale The Petal on the Current o con quello alternativo di A Mothers Child.